# KrasAvia

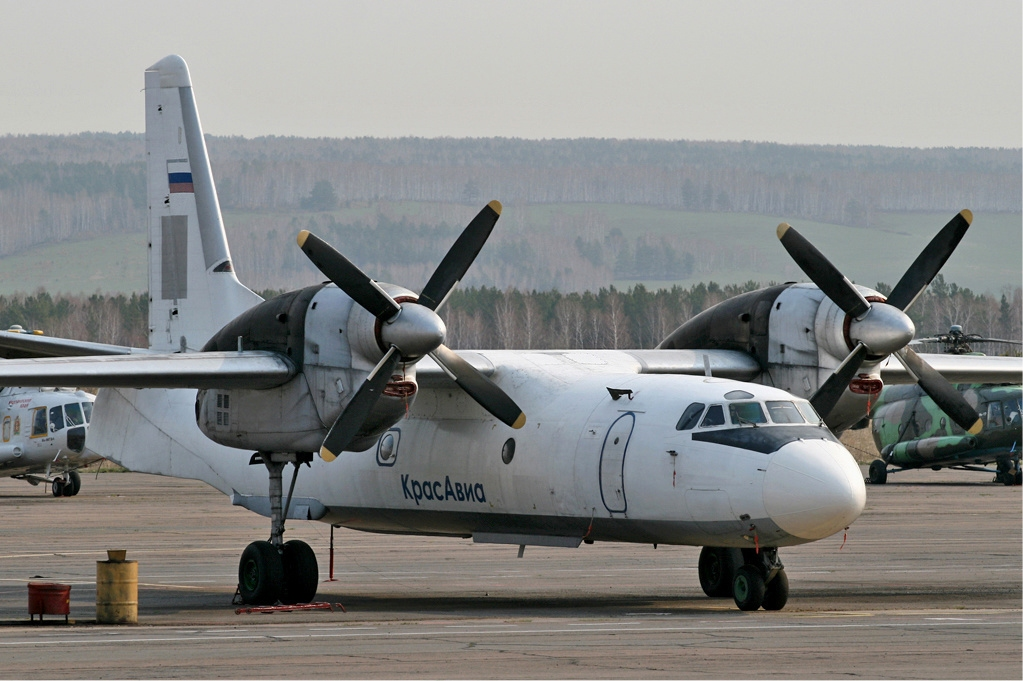
KrasAvia Antonov AN-32

KrasAvia là một hãng hàng không bay theo lịch có sẵn và đặt trước có trụ sở chính tại Krasnoyarsk, Nga. Hãng được thành lập vào năm 1956 với tên Turin Airline trước khi được đổi tên thành Evenkia Avia vào năm 2002 và sau là KrasAvia vào năm 2007. Đây là hãng bay vùng lớn nhất của Nga, với đội bay gồm 44 máy bay và trực thăng. Hãng được chính quyền vùng Krasnoyarsk sở hữu.

## Điểm đến
Krasnoyarsk-Sân bay Yemelyanovo with Antonov AN-26B-100 to
- Tura, Krasnoyarsk Krai
- Baikit
- Vanavara
- Tunguska
- Khatanga

Tura, Krasnoyarsk Krai with Antonov AN-26B-100 to
- Krasnoyarsk-Yemelyanovo Airport
- Khatanga

Baikit with Antonov AN-26B-100 to
- Krasnoyarsk-Yemelyanovo Airport

Vanavara with Antonov AN-26B-100 to
- Krasnoyarsk-Yemelyanovo Airport

Tunguska with Antonov AN-26B-100 to
- Krasnoyarsk-Yemelyanovo Airport

Khatanga with Antonov AN-26B-100 to
- Tura, Krasnoyarsk Krai
- Krasnoyarsk-Yemelyanovo Airport
- Norilsk

Norilsk with Antonov AN-26B-100 to
- Dikson
- Khatanga

Dikson with Antonov AN-26B-100 to
- Norilsk

Tura, Krasnoyarsk Krai with Mil Mi-8 (flights also operate from these destinations back to Tour) to
- Baikit
- Vanavara
- Ekonda
- Chirinda
- Esey
- Uchami
  - Tutonchana
- Kislokan
  - Yuktali
- Nidym

Baikit with Mil Mi-8 (flights also operate from these destinations back to Baikit) to
- Kayumba
  - Osharova
    - Miryuga
- Burnyy
  - Kuzmovka
    - Sulomai
      - Tunguska (Irkutsk Oblast)
- Poligus
- Surinda
- Vanavara

Vanavara with Mil Mi-8 (flights also operate from these destinations back to Vanavara) to
- Strelka-Chunya
- Chemdalsk
- Oskoba
  - Mutoray

Khatanga with Mil Mi-8 (flights also operate from these destinations back to Khatanga) to
- Novorybnaya
  - Syndassko
    - Popigay (rural locality)
- Novaya
  - Heth
    - Kataryk
- Kotuy

## Đội bay

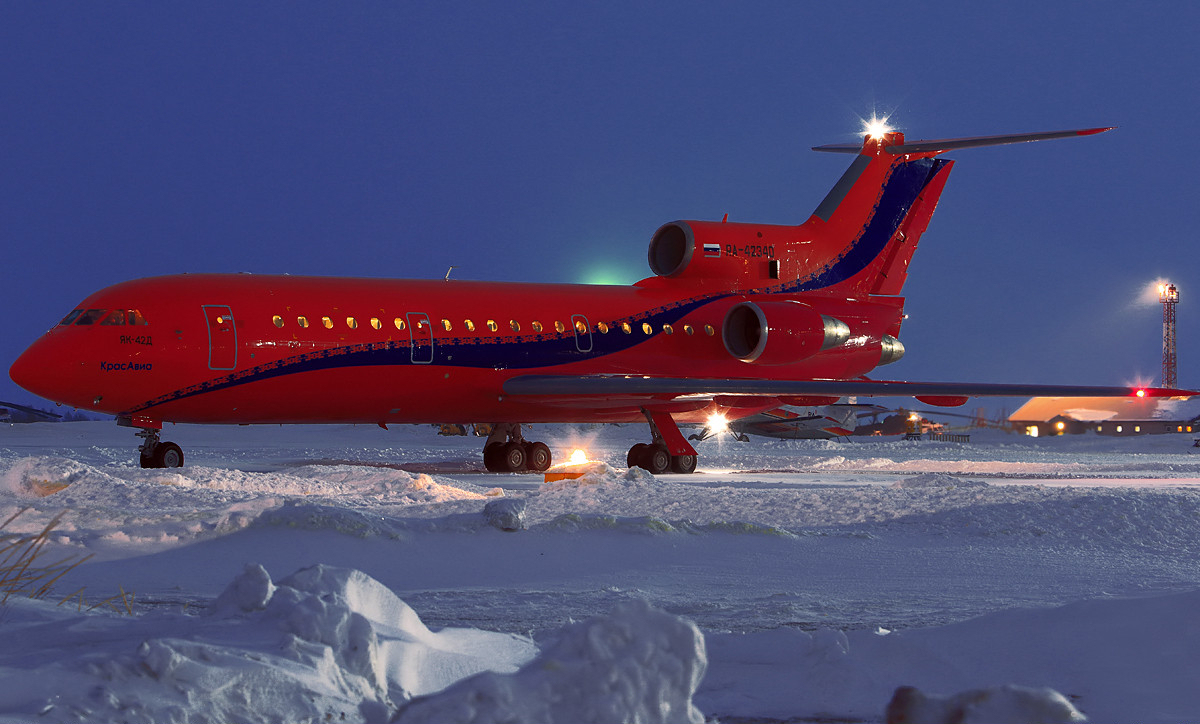
KrasAvia Yakovlev Yak-42

Tính đến tháng 11, năm 2019:
| Aircraft type        | Active         | Notes |
| -------------------- | -------------- | ----- |
| Let L-410            | 5              |       |
| Antonov An-2         | 2 (stored)     |       |
| Antonov An-24RV      | 3 (+2 stored)  |       |
| Antonov An-26B       | 4 (+1 stored)  |       |
| Antonov An-32        | (stored)       |       |
| Yakovlev Yak-40      | (stored)       |       |
| Yakovlev Yak-42      | 9 (+1 stored)  |       |
| Mil Mi-8T, Mil Mi-17 | 28 (+3 stored) |       |